# Velofollies
Velofollies is een fietsbeurs in de Kortrijk XPO in België. Het is met een oppervlakte van meer dan 40.000 m² de op een na grootste fietsbeurs van Europa (de grootste is Eurobike).
De beurs wordt door zowel professionele als recreatieve fietsers bezocht. Er worden diverse soorten fietsmodellen gepresenteerd, met name racefietsen, MTB's, gravelfietsen, trekkingfietsen, hybride fietsen, e-bikes, retrobikes en bakfietsen.

## Geschiedenis
De eerste editie van Velofollies werd in 2007 georganiseerd. De 16e editie in 2024 telde bijna 40.000 bezoekers en 300 exposanten.
In 2021 ging de fietsbeurs niet door vanwege de coronacrisis. De editie van 2022 werd afgelast vanwege leveringsproblemen bij de standhouders. Hierdoor konden de nieuwe fietsmodellen er niet op tijd zijn voor de beurs.